# Psyllaephagus compactus
Psyllaephagus compactus is een vliesvleugelig insect uit de familie Encyrtidae. De wetenschappelijke naam is voor het eerst geldig gepubliceerd in 1923 door Alexandre Arsène Girault.